# Freiberg (districte)
Freiberg és un antic districte dins de l'Estat Lliure de Saxònia a Alemanya. Va ser dissolt l'1 d'agost de 2008. La seva capital era Freiberg i el 2001 ocupava una superfície de 941 km² i tenia uns 151.000 habitants. Feia frontera (de l'oest en sentit horari) amb el districte de Mittlerer Erzgebirgskreis, la ciutat de Chemnitz, els districtes de Mittweida, Meißen i Weißeritzkreis, i amb Txèquia.

## Història
Aquest districte es va establir el 1994 per la fusió dels antics districtes de Freiberg, Brand-Erbisdorf i Flöha. En la reforma d'agost de 2008, els districtes de Döbeln, Freiberg i Mittweida es van fusionar per a formar part del nou districte de Mittelsachsen.

## Geografia
Aquest districte estava situat a la falda nord dels Muntanyes Metal·líferes.

## Escut
| Escut | L'escut mostra: - el lleó, animal heràldic de Saxònia - les eines simbolitzen la tradició minera de les Muntanyes metàl·liques |

## Viles i municipalitats
| Viles | Municipalitats | |
| --- | --- | --- |
| 1. Augustusburg 2. Brand-Erbisdorf 3. Flöha 4. Frauenstein 5. Freiberg 6. Großschirma 7. Oederan 8. Sayda | 1. Bobritzsch 2. Dorfchemnitz 3. Eppendorf 4. Falkenau 5. Frankenstein 6. Großhartmannsdorf 7. Halsbrücke 8. Hilbersdorf 9. Leubsdorf | 1. Lichtenberg 2. Mulda 3. Neuhausen 4. Niederwiesa 5. Oberschöna 6. Rechenberg-Bienenmühle 7. Reinsberg 8. Weißenborn |